# Sickerode
Sickerode is een gemeente in de Duitse deelstaat Thüringen, en maakt deel uit van de Landkreis Eichsfeld.
Sickerode telt 143 inwoners.